# Selagalas
Selagalas is een bestuurslaag in het regentschap Mataram van de provincie West-Nusa Tenggara, Indonesië. Selagalas telt 10.521 inwoners (volkstelling 2010).